# 西徳二郎
西 徳二郎（にし とくじろう、1847年9月4日（弘化4年7月25日）- 1912年（明治45年）3月13日）は、日本の外交官、枢密顧問官、薩摩藩出身の男爵。
若年のころはロシアの帝都サンクトペテルブルクに遊学し、その後はロシア・中国（清）両勢力圏に挟まれる中央アジアを調査した経歴を持つ。1886年6月より10年の長きにわたってロシア公使を務めたロシア通として知られた。1897年11月より約1年半外務大臣に任じられ、その間、大韓帝国をめぐる日露関係の調整に努めた。1900年の義和団の乱において1か月半におよぶ北京籠城を経験している。嗣子は、乗馬の選手として1932年のロサンゼルスオリンピックで金メダリストとなり、のち太平洋戦争末期の硫黄島の戦いで戦没した「バロン西」こと西竹一陸軍大佐である。

## 人物・略歴
1847年（弘化4年）、父・西藤左衛門勝成（薩摩藩士）、母・加納ヒロの次男として鹿児島城下樋之口町に生まれた。藩校造士館で和漢洋の学問を学んだ。1868年（明治元年）の戊辰戦争では黒田清隆の指揮下で長岡戦争に参加し、長岡藩の攻略に従事した。
維新後は1869年（明治2年）に外国語を学ぶべく上京し昌平学校に入学、海外留学を志す。開成所、東京大学生徒監督等を経て、ロシアの帝都サンクトペテルブルグに赴任したい決意を述べた「入露説」と題する上申書を黒田清隆のとりなしで参議の大久保利通に提出し、1870年（明治3年）6月には月ロシア派遣の官命を受ける。同年7月よりロシアに留学したが、このとき、大久保よりロシア政体取調を委託されている。
1871年（明治4年）から文部省留学生として学費を受け、翌年秋にサンクトペテルブルク大学に入学して法政学を専攻、1873年（明治6年）末に官費留学生は終了したが自費で残留を続け、1876年（明治9年）、同大学の法政科を卒業した。1874年（明治7年）からは同大学東洋学部において日本語講師も務めた。卒業後ペテルブルグの新聞社に入社して記者として勤務の傍ら諜報活動を続け、ロシアが秘密裡に朝鮮の元山を租借して軍港を築こうとしていることを察知し、駐露特命全権公使榎本武揚に報告、日本から朝鮮政府への勧告によりこの計画は頓挫した。
大学でフランス語も学んでいたことから1876年（明治9年）3月にフランス公使館2等書記見習となりパリに赴任。1877年（明治10年）4月には書記一等見習に昇格、1878年（明治11年）2月には外務二等書記官となりロシア公使館に在勤、この年の11月から1880年（明治13年）3月まで臨時代理公使の任にあった。在勤中は絵画やピアノ、馬術を習い、観劇や舞踏にも興じて社交界の名士となった。
1880年（明治13年）7月から半年間中央アジア・シベリア・中国の各地を旅した。このときの見聞は、のちに報告書『中亜細亜紀事』(1886年）として陸軍より出版された。帰国後の1881年（明治14年）6月に太政官大書記官、軍事課勤務兼参謀本部御用掛、1882年（明治15年）6月に太政官大書記官兼宮内大書記官となる。同月、ロシア皇帝アレクサンドル3世の戴冠式に参列するためサンクトペテルブルクを訪問する有栖川宮熾仁親王に随行した。
1886年（明治19年）6月、駐露公使に任命されて露都サンクトペテルブルクに赴任、以後10年以上にわたってその職にあった。1894年（明治27年）から1895年（明治28年）にかけての日清戦争とその後の三国干渉ではロシア帝国の情報収集に尽力した。西は、三国干渉の数か月前からロシアの動きを察知して、それを陸奥宗光外相に報告し、陸奥をうならせたという。下関条約に先立つ講和条件に関する意見では、駐英公使の青木周蔵が盛京省および吉林・直隷両省の一部を割譲させて将来的な日本の軍事的根拠地をそこに建設し、償金は英貨1億ポンドとすべきことを主張したのに対し、西は、ロシアを刺激することになる領土要求よりもむしろ償金を優先すべきという考えであり、領土割譲は多額の償金の担保という名目で行った方がロシアなどからの干渉を極力排除できると説いている。また、1896年（明治29年）5月には、ニコライ2世の戴冠式に参列するため特命全権大使としてロシアに赴いた山縣有朋を助け、6月9日には山縣・ロバノフ協定の締結に貢献した。
1897年（明治30年）3月に枢密顧問官に任命されたが、同年11月6日、第2次松方正義内閣の外務大臣に任じられ、続く第3次伊藤博文内閣でも外務大臣を務めた。1898年（明治31年）4月25日、大韓帝国をめぐる問題に関連して西・ローゼン協定に調印し、日本の朝鮮半島への経済進出を帝政ロシアに認めさせた。同年10月、駐清公使となり1900年の義和団の乱（北清事変）では北京籠城戦を経験した。公使館に日本人居留者をかくまい、敵の襲撃から守った。福島安正率いる日本軍が到着すると公使館を飛び出し、自ら陣頭指揮にあたって戦果を挙げたと伝わる。1901年（明治34年）11月、枢密顧問官に再任された。
1912年（明治45年）3月13日、死去。墓地は東京都港区の青山霊園(1イ8-3)に所在する。

## 年譜
- 1847年（弘化4年）：西藤左衛門・ヒロの次男として生まれる。幼名は常二郎。
- 1870年（明治3年）：ロシアのペテルブルク大学に留学。
- 1873年（明治6年）- 1880年（明治13年）：中央アジアを調査のために踏破する。ブハラ、サマルカンド、西トルキスタン、タシケント、ウイグル、新疆を調査した。
- 1874年（明治7年）：フランス公使館書記官、帰国後は太政官大書記官。
- 1886年（明治19年）6月：駐ロシア公使を拝命（兼スウェーデン、ノルウェー公使）。
- 1896年（明治29年）8月：駐ロシア公使離任。
- 1897年（明治30年）3月：枢密顧問官任命。
- 1897年（明治30年）11月6日-1898年（明治31年）1月12日： 第2次松方内閣の外務大臣就任。
- 1898年（明治31年）1月12日-1898年（明治31年）6月30日： 第3次伊藤内閣の外務大臣就任。
- 1898年（明治31年）4月25日： 第3次日露協定（西・ローゼン協定）。
- 1899年（明治32年）10月：清国駐在公使を拝命。
- 1900年（明治33年）：義和団の乱（北清事変）と遭遇。北京に籠城。
- 1899年（明治32年）12月27日：勲一等旭日大綬章受章。
- 1901年（明治34年）1月：駐清公使離任。11月：枢密顧問官。

## 著作
- 西徳二郎　『中亜細亜紀事』　＜異域叢書＞青史社、1987年（この著作は1886年に記した）。
  - 『シルクロード紀行1　中亜細亜紀事』　金子民雄訳 ＜海外渡航記叢書3＞雄松堂出版、1990年。

## 栄典
位階
- 1879年（明治12年）12月18日 - 従六位[10]
- 1881年（明治14年）8月30日 - 正六位[10]
- 1882年（明治15年）8月17日 - 従五位[10]
- 1886年（明治19年）10月20日 - 従四位[11]
- 1887年（明治20年）3月25日 - 従三位[10]
- 1897年（明治30年）11月30日 - 正三位[12]

爵位
- 1895年（明治28年）8月20日 - 男爵[13]

勲章
| 受章年                     | 略綬 | 勲章名           | 備考 |
| -------------------------- | ---- | ---------------- | ---- |
| 1887年（明治20年）4月20日  |      | 勲四等旭日小綬章 |      |
| 1887年（明治20年）4月27日  |      | 勲三等旭日中綬章 |      |
| 1892年（明治25年）11月15日 |      | 勲二等瑞宝章     |      |
| 1895年（明治28年）8月20日  |      | 勲一等瑞宝章     |      |
| 1899年（明治32年）12月27日 |      | 旭日大綬章       |      |

外国勲章佩用允許
| 受章年                     | 国籍                         | 略綬 | 勲章名                               | 備考 |
| -------------------------- | ---------------------------- | ---- | ------------------------------------ | ---- |
| 1881年（明治14年）7月16日  | ロシア帝国                   |      | 神聖アンナ第二等勲章                 |      |
| 1883年（明治16年）5月15日  | ロシア帝国                   |      | 神聖スタニスラフ第二等勲章           |      |
| 1883年（明治16年）5月15日  | オーストリア＝ハンガリー帝国 |      | フランツ・ヨーゼフ第二等勲章         |      |
| 1883年（明治16年）5月15日  | ベルギー王国                 |      | レオポルド第三等勲章                 |      |
| 1896年（明治29年）10月23日 | スウェーデン王国             |      | 北極星第一等勲章                     |      |
| 1899年（明治32年）3月3日   | オーストリア＝ハンガリー帝国 |      | 鉄冠勲章グランクロワー               |      |
| 1899年（明治32年）4月18日  | ロシア帝国                   |      | 白鷲大綬章                           |      |
| 1899年（明治32年）10月23日 | フランス共和国               |      | レジオンドヌール勲章グラントフィシエ |      |